# Sarmația

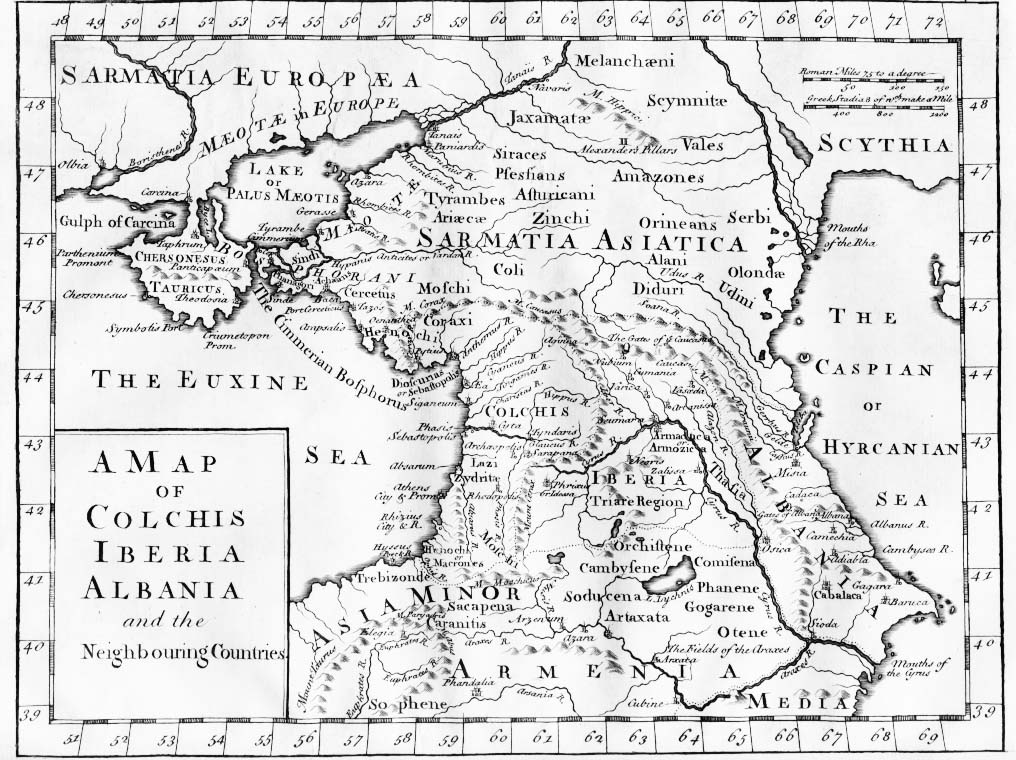
Ținutul presupus aparținător Sarmatiei pe o hartă veche din 1729

Sarmația, denumită așa de grecii și romanii din Antichitate, este o regiune de depresiune, situată între râurile Vistula la vest, Volga la est, la nord Marea Baltică și la sud mărginită de Marea Neagră. Populațiile care locuiau în acest ținut erau denumiți sarmați, ocupația lor principală fiind agricultura și creșterea vitelor.

## Mențiunile lui Strabon
Strabon menționează sarmații de câteva ori, însă niciodată nu a relatat prea multe despre aceștia. El considera că sciții și sarmații erau același popor. 
Potrivit lui, sarmații se întindeau de la vest (Dunărea) spre est, până la Volga, și de la nord de Nipru până în Caucaz, unde sunt considerați caucazieni. Aceasta indică faptul că alanii erau deja stabiliți în Caucaz, fără a fi fost alungați de huni acolo.
Chiar mai semnificativ, el îi considera pe bastarnii de origine germanică, având un fond celtic. Celții (boii, scordiscii, tauriscii) și tracii erau în zona danubiană, însă popoarele dinspre nord erau numiți Keltoskythai, „sciții celtici”.
Strabon, de asemenea, descrie popoarele din regiune ca fiind nomade, sau Hamaksoikoi.